# 蒂米斯卡明湖岸市
蒂米斯卡明湖岸市（英語：Temiskaming Shores）是加拿大安大略省北部蒂米斯卡明區的一座城市，於2004年由戴蒙德鄉（Dymond）、新利斯克德鎮（New Liskeard）和海利伯里鎮（Haileybury）合併而成，而海利伯里鎮則是蒂米斯卡明區的行政中心。據2011年加拿大人口普查所示，蒂米斯卡明湖岸市內人口為10400人，都會區人口則達13566人。

## 歷史
蒂米斯卡明湖岸市一帶原為阿爾袞琴族原住民的地域，但該族在歐裔殖民於19世紀末抵達前已從此處撤離。安省政府於1887年在蒂米斯卡明湖北端劃設鄉鎮，並從1893年起發售此處的地皮。該帶土地條件良好且地價低廉，因此縱使地理位置偏僻仍吸引不少殖民到此務農。戴蒙德於1901年正式設鄉，而新利斯克德則於1903年設鎮，全境位於戴蒙德鄉之内。
另一方面，查理斯·法爾（Charles Farr）於1889年遷至戴蒙德鄉以南的地域，並計劃在此設立一個聚落，以其位於英國的母校海利伯里書院（Haileybury College）命名為海利伯里。海利伯里早期發展緩慢，但隨著蒂米斯卡明及北安大略鐵路於1904年開通至此，以及附近的科博爾特（Cobalt）於1903年發現銀礦，該帶人口億出現增長。海利伯里於1904年建制為鎮，而蒂米斯卡明區於1912年成立後，其行政中心亦設於此。1922年10月4日，海利伯里發生嚴重火災，鎮内90%建築在六小時内全被摧毀，11名鎮民喪生，3500人無家可歸，經濟損失達200萬加元。

## 交通
安大略11號和65號省道在新利斯克德交匯。11號省道為橫加公路的一部分，北通科克倫鎮，南達北灣和奧里利亞並於巴里駁上400號高速公路通往多倫多。65號省道在向西北通往馬塔徹溫鎮與66號省道交匯，向東北直達魁北克省邊界並駁上魁北克101號省道。
市內的巴士服務由市營的蒂米斯卡明交通局營運。

## 外部連結
- 维基共享资源上的相關多媒體資源：蒂米斯卡明湖岸市
- （英文）（法文）Home Page - Temiskaming Shores （页面存档备份，存于）－蒂米斯卡明湖岸市政府官方網站